# Nikolai Jakowlewitsch Sonin
Nikolai Jakowlewitsch Sonin (russisch Николай Яковлевич Сонин, englische Transkription Nikolay Yakovlevich Sonin, * 10. Februarjul. / 22. Februar 1849greg. im Gouvernement Tula, Russisches Kaiserreich; † 14. Februarjul. / 27. Februar 1915greg. in Petrograd) war ein russischer Mathematiker.

## Leben
Nikolai Sonin wurde als Sohn eines Juristen und Staatsbeamten geboren. Er studierte ab 1865 an der physikalisch-mathematischen Fakultät der Universität Moskau und fertigte 1871 unter der Anleitung von Nikolai Bugajew eine Magisterarbeit über die Entwicklung von Funktionen in unendlichen Reihen an. Anschließend lehrte er ab 1872 an der Universität Warschau, wo er zunächst Dozent und 1877 außerordentlicher und 1879 ordentlicher Professor wurde. Russisch war in Warschau, das in dieser Zeit zu Russisch-Polen gehörte, die Unterrichtssprache. 1874 erlangte er an der Moskauer Universität den Doktortitel (entspricht der Habilitation) mit der Schrift Über die Integration von partiellen Differentialgleichungen zweiter Ordnung (russisch Об интегрировании уравнений с частными производными второго порядка). Von 1885 bis 1891 war er Dekan der mathematisch-physikalischen Fakultät der Universität Warschau. Von 1885 bis 1890 amtierte er zugleich als Rektor der Universität.
1891 wurde er korrespondierendes und 1893 ordentliches Mitglied der Russischen Akademie der Wissenschaften. Von 1894 bis 1899 war er Hochschullehrer an der Universität Sankt Petersburg sowie Dekan der Abteilung für höhere Kurse für Frauen. Nach der Jahrhundertwende war er in die administrative Arbeit der Akademie eingebunden und war von 1901 bis zu seinem Tod 1915 Vorsitzender des Wissenschaftsausschusses beim Ministerium für Volksbildung.
Sonin arbeitete hauptsächlich auf dem Gebiet der Analysis, speziell zu Lösungen der Besselschen Differentialgleichung, zur Gammafunktion und zur Euler-Maclaurin-Formel sowie zu Bernoulli-Polynomen und zur numerischen Integration.